# 蘇維埃帝國

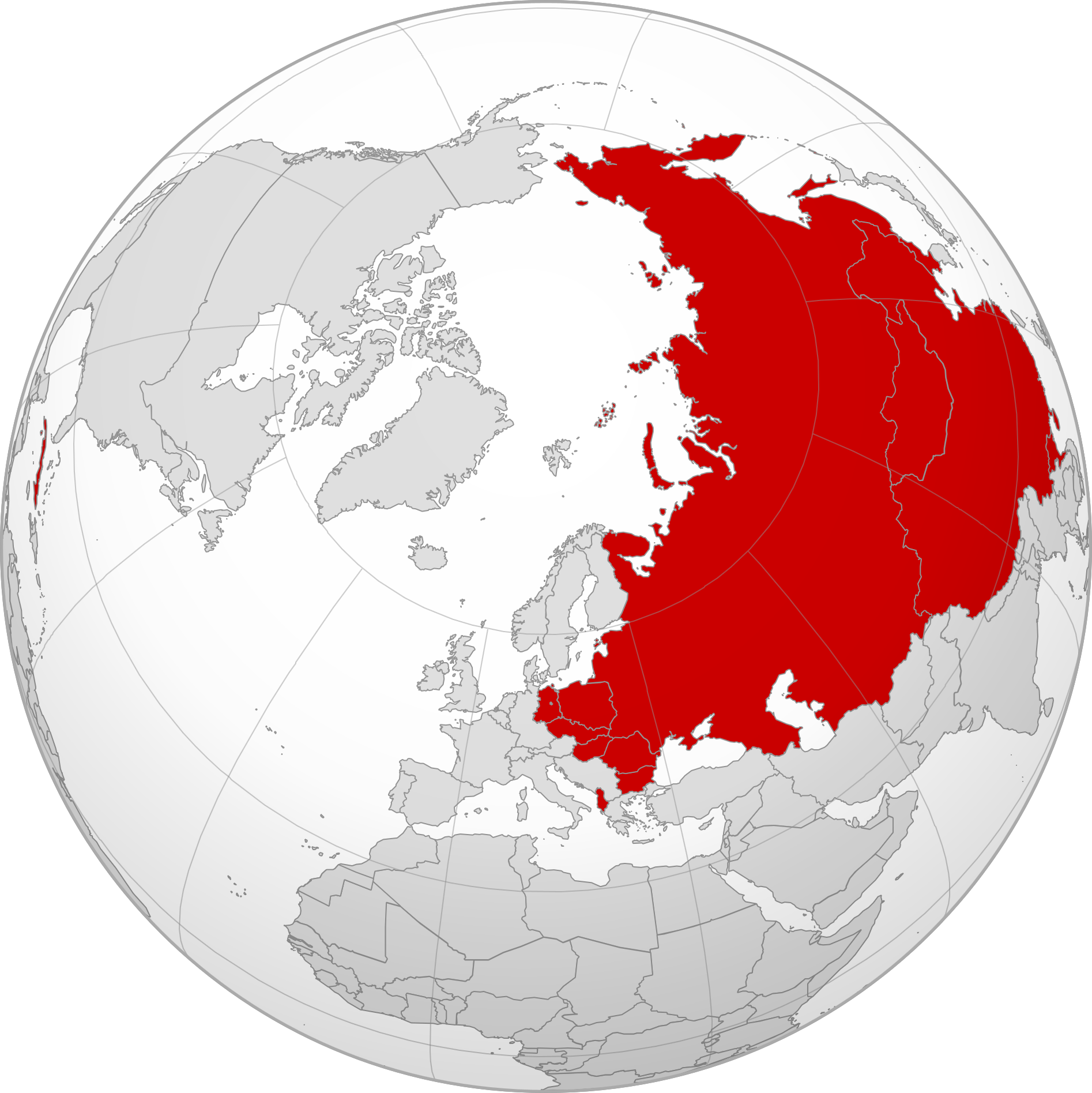
受苏联影响的最大范围，在1959年古巴革命和1961年中苏分裂间。

苏联的最大疆域，所谓的苏维埃帝国

紅色表示由共產黨政府掌控的國家，橙色表示蘇聯所認為「走向社會主義」的國家。然而，並非所有紅色國家都與蘇聯維持同盟關係。

苏维埃社会主义共和国联盟控制下的经互会成员及其卫星国

蘇維埃帝國（英語：Soviet Empire）是冷戰時西方社會從克里姆林宮學的角度出發，所使用的一个政治术语，用以形容蘇聯對一些較小國家的操控，這些國家雖然名義上獨立，但若它們嘗試擺脫蘇聯操控，則會遭到軍事入侵（如1953年东德六一七事件、1956年匈牙利革命、1968年布拉格之春、1979年蘇聯入侵阿富汗）。随着20世纪80年代末90年代初的东欧剧变和苏联解体，苏维埃帝国不再被提起。虽然蘇聯不受皇帝統治，並自稱反帝國主義，但认为，这些行为根本就和“帝國”没什么两样。一些學者認為蘇聯是一個包含多民族帝國、民族國家和共产主义国家的混合政體，也有學者認為蘇聯和其他帝國主義列強一樣奉行苏联式的殖民主義。还有学者认为苏联承袭了沙俄时代的专制与扩张的传统。有认为，苏联帝国的称呼源自于苏联在世界共产主义运动中的大国沙文主义和霸权主义。

## 影響力
蘇維埃帝國由以下組成：

### 蘇聯加盟共和國
苏联由多個蘇維埃社會主義共和國組成，數目不定。1956年至1991年間，蘇聯有以下15個加盟共和國：
| 俄罗斯苏维埃联邦社会主义共和国 | 莫斯科                           | 1922 | 147,386,000 | 51.40 | 17,075,400 | 76.62 | 俄羅斯   | 1  |
| 乌克兰苏维埃社会主义共和国     | 基辅 （1934前为哈尔科夫）        | 1922 | 51,706,746  | 18.03 | 603,700    | 2.71  | 乌克兰   | 2  |
| 乌兹别克苏维埃社会主义共和国   | 塔什干 （1930年前为撒马尔罕）    | 1924 | 19,906,000  | 6.94  | 447,400    | 2.01  |          | 4  |
| 哈萨克苏维埃社会主义共和国     | 阿尔玛-阿塔                      | 1936 | 16,711,900  | 5.83  | 2,717,300  | 12.24 |          | 5  |
| 白俄罗斯苏维埃社会主义共和国   | 明斯克                           | 1922 | 10,151,806  | 3.54  | 207,600    | 0.93  | 白俄羅斯 | 3  |
| 阿塞拜疆苏维埃社会主义共和国   | 巴库                             | 1922 | 7,037,900   | 2.45  | 86,600     | 0.39  |          | 7  |
| 格鲁吉亚苏维埃社会主义共和国   | 第比利斯                         | 1922 | 5,400,841   | 1.88  | 69,700     | 0.31  |          | 6  |
| 塔吉克苏维埃社会主义共和国     | 杜尚别                           | 1929 | 5,112,000   | 1.78  | 143,100    | 0.64  |          | 12 |
| 摩尔达维亚苏维埃社会主义共和国 | 基希讷乌 （前名基什涅夫）        | 1940 | 4,337,600   | 1.51  | 33,843     | 0.15  | 摩尔多瓦 | 9  |
| 吉尔吉斯苏维埃社会主义共和国   | 比什凯克 （前名伏龙芝/必茨伯克） | 1936 | 4,257,800   | 1.48  | 198,500    | 0.89  |          | 11 |
| 立陶宛苏维埃社会主义共和国a    | 维尔纽斯                         | 1940 | 3,689,779   | 1.29  | 65,200     | 0.29  | 立陶宛   | 8  |
| 土库曼苏维埃社会主义共和国     | 阿什哈巴德                       | 1924 | 3,522,700   | 1.23  | 488,100    | 2.19  |          | 14 |
| 亚美尼亚苏维埃社会主义共和国   | 埃里温                           | 1922 | 3,287,700   | 1.15  | 29,800     | 0.13  | 亞美尼亞 | 13 |
| 拉脱维亚苏维埃社会主义共和国a  | 里加                             | 1940 | 2,666,567   | 0.93  | 64,589     | 0.29  | 拉脫維亞 | 10 |
| 爱沙尼亚苏维埃社会主义共和国a  | 塔林                             | 1940 | 1,565,662   | 0.55  | 45,226     | 0.20  | 爱沙尼亚 | 15 |

### 蘇聯的衛星國

紅色表示蘇聯及其在東歐的盟友，其中阿爾巴尼亞（紅白相間）一度退出了蘇聯的軍事聯盟。此外，南斯拉夫雖然是社會主義國家，但起初並不是蘇聯的盟友。

這些國家是蘇聯的最親密盟友，都是蘇聯在1948年發起的經濟互助委員會會員國。其中，在東歐的蘇聯盟友同時是華沙公約組織成員，統稱為「東方陣營」，並被視為蘇聯的衛星國。
| 社會主義國家               | 與蘇聯關係地位 | 官方語言          |
| -------------------------- | --- | ----------------- |
| 保加利亞人民共和國         | 衛星國 | 保加利亞語        |
| 羅馬尼亞人民共和國         | 衛星國直至1965年尼古拉·齊奧塞斯庫當權 | 羅馬尼亞語        |
| 德意志民主共和國           | 衛星國 | 德語              |
| 匈牙利人民共和国           | 衛星國 | 匈牙利語          |
| 波蘭人民共和國             | 衛星國 | 波蘭語            |
| 捷克斯洛伐克社會主義共和國 | 衛星國 | 捷克語 斯洛伐克語 |
| 阿爾巴尼亞人民共和國       | 退出國（1968年退出華沙條約組織、1961年因不結盟運動及中苏决裂退出經濟互助委員會）                                                           | 阿爾巴尼亞語      |
| 越南社會主義共和國         | 沒有附庸關係，獨立自主的社會主義國家（上世纪70年代越战时曾与苏联短暂结盟）                                                                 | 越南語            |
| 蒙古人民共和国             | 附庸國，一段時間內追隨蘇聯的外交政策 | 蒙古語            |
| 老撾人民民主共和國         | 附庸國，一段時間內内政外交均被越南所控制，直至上世纪90年代                                                                                 | 老撾語            |
| 古巴共和国                 | 沒有附庸關係，獨立自主的社會主義國家 | 西班牙語          |
| 朝鮮民主主义人民共和国     | 是蘇聯的盟友，但長期奉行孤立的外交政策，沒有參與經濟互助委員會或任何社會主義國家的國際組織。1990年苏联和韩国建立外交关系后朝鲜与苏联断交。 | 朝鮮語            |

## 蘇聯參與第三世界事務

1980年的世界两大阵营之一，苏维埃社会主义阵营

很多第三世界國家的政府在冷戰時都是親蘇的。依蘇聯的政治用語來說，相對於發達社會主義國家（主要位於東歐，但包括越南和古巴），這些第三世界國家是「走上社會主義發展道路的國家」。大部份親蘇的第三世界國家都獲得蘇聯的經濟或軍事援助，並受蘇聯不同程度影響。一些情況下，在這些國家來自蘇聯的支持會逐漸停止，原因各有不同：一些親蘇政府失勢，一些親蘇勢力被美國發動的軍事政變推翻（例如智利），一些親蘇勢力得到蘇聯軍事支持而得勢（例如越南），一些起初親蘇的政府仍然當權但改變了與蘇聯的關係。（例如，尽管苏联在勃列日涅夫时期极力在中东地区扩张，扩大了苏联在中东的势力范围，但当苏联支持的埃及和叙利亚在1973年的第四次中东战争中再次败给以色列之后，借助战后亨利·基辛格在以、阿之间的穿梭外交谈判，哈菲兹·阿萨德领导下的叙利亚开始谋求在美国与苏联之间进行平衡外交，不再专一依赖苏联。穆罕默德·安瓦尔·萨达特领导下的埃及与苏联彻底闹翻、反目成仇）。這些國家當中，一些不是社會主義國家，以下以斜體表示：
- 埃及 （1954年－1973年）
- 叙利亚 （1955年－1991年）
- 伊拉克 （1958年－1961年)
- 几内亚 （1960年－1978年）
- 索馬里 （1961年－1977年）
- 緬甸（1962年－1988年）
- （1964年－1966年）
- 秘魯 （1968年－1975年）
- 苏丹 (1968年－1972年）
- 利比亞 （1969年－1991年）
- 剛果人民共和國 （1969年－1991年）
- 智利 （1970年－1973年）
- 南也門 （1969年－1990年）
- 乌干达 （1966年－1971年）
- 马达加斯加 （1972年－1991年）
- 埃塞俄比亞 （1974年－1991年）
- （1975年－1991年）
- 貝寧（1975年－1979年）
- 莫桑比克 （1975年－1990年）
- 安哥拉 （1977年－1991年）
- 阿富汗 （1978年－1991年）
- 格瑞那達 （1979年－1983年）
- 尼加拉瓜 （1979年－1990年）
- 柬埔寨人民共和國 （1979年－1989年）

## 反對蘇聯的社會主義國家

1980年社會主義國家陣營分佈：紅色表示蘇聯和親蘇的社會主義國家，橙色表示中國和親中的社會主義國家，黑色表示不加入親中或親蘇陣營的朝鮮和南斯拉夫。索馬里1977年前是親蘇的，阿尔巴尼亚和柬埔寨1979年前是親中的。

一些社會主義國家公開反對蘇聯和它的政策。雖然它們和蘇聯的政府形式相似，但它們的主權不屬於蘇聯，和蘇聯只保持官式關係。它們和蘇聯的關係時有緊張，甚至會兵戎相見（如中蘇邊界衝突）。
- 南斯拉夫（1948年－1955年，鐵托與斯大林決裂）
- 中华人民共和国（1956年－1989年，中蘇決裂）
- 阿爾巴尼亞（1961年－1991年，因中蘇決裂）
- 柬埔寨（1975年－1979年，因中蘇決裂和柬越戰爭）
- 索馬里（1977年－1991年，因中蘇決裂和歐加登戰爭）